# Paul Ditisheim
Paul Ditisheim (1868-1945) fue un relojero suizo, conocido por sus aportaciones a la tecnología de los relojes mecánicos, así como por haber fundado la fábrica Solvil et Titus. El éxito de esta compañía le llevó a convertirse en un magnate de la industria de su país

## Primeros años
Paul Ditisheim nació en 1868 en el seno de una familia adinerada en La Chaux-de-Fonds, Suiza. Los Ditisheim pertenecían a un grupo de familias de industriales que en aquella época formaban parte de la industria relojera suiza. Su padre, Gaspard, y su tío, Maurice Ditisheim (o Disheim), fueron los fundadores de la empresa de relojes Vulcain, que fue una de las muchas empresas de relojes iniciadas por familias judías en la región.
Ditisheim estudió en la Ecole Industrielle y en la Escuela de Relojería de La Chaux-de-Fonds. Trabajó para la empresa de su familia, Vulcain, hasta 1892, cuando fundó su propia empresa, Solvil et Titus.

## Innovación y éxito
Gracias a su carácter innovador, Ditisheim desarrolló una nueva generación de cronómetros, mejorándola a través de sus estudios sobre el impacto de la presión atmosférica y del campo magnético en la precisión de los relojes mecánicos. En 1903, sus relojes fueron premiados en los concursos de los observatorios de Kew y de Neuchâtel. En 1912, ganó el "Récord cronométrico mundial" otorgado por el Real Observatorio de Kew.

## Vida posterior
En la década de 1920, Paul Ditisheim  confió la gestión de las manufacturas Solvil et Titus y Paul Ditisheim al empresario e industrial suizo Paul Bernard Vogel. Vogel, heredero de una familia de magnates y casado con la heredera de la prominente familia Eberard, también era miembro de la élite de la industria relojera suiza. Como primera medida, decidió trasladar la sede de la firma a Ginebra, lo que aumentó el tamaño de la empresa y condujo a la expansión del negocio en todo el mundo.
En 1925, después de vender su empresa, Ditisheim dejó La Chaux-de-Fonds y se mudó a París, donde colaboró con un químico de aceites minerales para investigar y desarrollar lubricantes para relojes. Todavía estaba en París cuando Francia fue invadida por los alemanes durante la Segunda Guerra Mundial. Perseguido por ser judío, huyó a Niza, donde permaneció hasta un año antes de su muerte.
Murió en Ginebra, Suiza en 1945 a la edad de 76 años.

## Invenciones
Paul Ditisheim participó activamente en las mayores innovaciones técnicas de la relojería de su tiempo: revolucionó la precisión de los cronómetros gracias a su trabajos sobre la presión atmosférica y el campo magnético, lo que le permitió desarrollar el volante de compensación fija, el instrumento cronográfico más preciso de su tiempo.
También trabaó en estrecha colaboración con el Premio Nobel de Física Charles Édouard Guillaume. El profesor Andrade del Observatorio de Besanzón, consideró así que los relojes Solvil con volante compensado de elinvar (construidos utilizando una caja antimagnética en "Permalley" para compensar la calidad magnética del "Invar") "constituyeron el mayor avance de la cronometría moderna".

## Reconocimientos
Los cronómetros de Paul Ditisheim recibieron 42 premios de distintos observatorios astronómicos, así como innumerables premios por su precisión excepcional, entre ellos:
- En 1900, el Gran Premio de la Exposición Universal de París.
- En 1903, los primeros premios en  los concursos cronométricos de los observatorios de Kew]] y de Neuchâtel.
- En 1912, el récord cronométrico mundial concedido por el Observatorio Real de Kew.[11]